# Lemps (Drôme)
Lemps település Franciaországban, Drôme megyében. Lakosainak száma 43 fő (2022. január 1.). Lemps Rosans, Bellecombe-Tarendol, Montferrand-la-Fare, Saint-Sauveur-Gouvernet és Verclause községekkel határos.

## Népesség
A település népességének változása:
| Lakosok száma | 74   | 50   | 43   | 42   | 44   | 47   | 50   | 49   | 49   | 43   |
|               | 1968 | 1982 | 1990 | 2006 | 2013 | 2015 | 2017 | 2019 | 2020 | 2022 |